# Zabołotje (rejon pieriemyszlski)
Zabołotje (ros. Заболотье) – wieś (dieriewnia) w Rosji, w obwodzie kałuskim, w rejonie pieriemyszlskim. W 2010 liczyła 54 mieszkańców.